# Arsen Sečujac
Arsen Sečujac (u stranim izvorima Arsenius Freiherr Seczujacz von Heldenfeld, s prezimenom pisanim i kao Szeczujacz, Szecsujacz ili Secsujatz) (?, 1720. – Beč, 13. siječnja 1814.) hrvatski časnik u službi Habsburške vojske, s činom general-bojnika. 

## Životopis
Arsen barun Sečujac Heldenfeldski rodio se 1720. godine na području Slavonske vojne krajine, i to na njenom istočnom, srijemskom dijelu, na kojem je nešto kasnije oformljena Slavonsko-petrovaradinska krajiška pješačka pukovnija. Rođen je u vojničkoj obitelji srpskih korijena, u kojoj je njegov otac Đuro (njem. Georg) uspio doseći čin satnika. Imao je još dvojicu braće, koji su također postali habsburški niži časnici.
Stupio je rano (1741. godine) u vojnu službu, kao pitomac u Gradiškoj kapetaniji, i relativno brzo napredovao, istaknuvši se hrabrošću i spretnošću u mnogim bitkama. U vrijeme početka Sedmogodišnjeg rata (1756-1763.) bio je bojnik, a godine 1762. imao je čin potpukovnika, kada je povodom vještih akcija zarobljavanja neprijateljskih vojnika i topova u nešto ranije vođenim bitkama kod Domstädtla i Langenbielaua (tijekom Sedmogodišnjeg rata protiv Pruske) dobio najviše odlikovanje, Viteški križ Vojnog reda Marije Terezije. 
Od oca je naslijedio plemenitaški status s predikatom „Heldenfeldski“, koji je 29. prosinca 1767. godine uzdignut na razinu baruna. Tijekom radnog vijeka službovao je u mnogim garnizonima, da bi u posljednjem razdoblju svoje karijere, kao pukovnik, godine 1777. preuzeo zapovjedništvo 66. Slavonsko-brodske krajiške pješačke pukovnije, sa sjedištem u Slavonskom Brodu, odnosno Vinkovcima.
Pred sam kraj vojne karijere, 24. veljače 1783. promaknut je u čin general-bojnika, a uskoro nakon toga, 10. travnja 1783., umirovljen. Preminuo je u dubokoj starosti od 94 godine u Beču.

## Vanjske poveznice
- Sečujac (Seczujacz) u popisu habsburških generala
- Arsen Sečujac u popisu poznatih hrvatskih imena
- Životopis u Austrijskom biografskom leksikonu
- Sečujac je kao pukovnik od 1777. do 1783. godine bio zapovjednik Brodske krajiške pješačke pukovnije